# 誰が私を殺したか?
『誰が私を殺したか?』（だれがわたしをころしたか、Dead Ringer）は、1964年にアメリカ合衆国で公開された映画。ポール・ヘンリード監督。出演はベティ・デイヴィス。
脚本は、1946年にメキシコで公開された映画『ラ・オトラ』（ドロレス・デル・リオ主演）のものを流用している。
本作は双子の姉妹間で起きる殺人を題材としており、ベティ・デイヴィスが一人二役で双子の役を演じた。

## ストーリー
マーガレットは双子の姉妹・エディスから恋人・フランクを奪い結婚する。
それから18年後、フランクの死に伴い、二人は葬儀の場で再会し、エディスはマーガレットの家に招かれる。エディスはマーガレットの子がいないことに気づくが、マーガレットは赤子のころに死んだと答える。だが、帰宅する途中、エディスは運転手からマーガレットが子を成さなかったことを知り、彼女を殺して成りすます。
その後、マーガレットの家で友人の帰国祝いパーティーが開かれ、エディスはパーティーに来たマーガレットの愛人・トニーと出会う。翌日、エディスはヨーロッパへ行こうとするが、トニーに呼び戻され、マーガレットを殺したことを話す。やがて、マーガレットとトニーが共謀してフランクを殺したことが判明するが、トニーはエディスの愛犬にかみ殺される。そして、エディスはフランク殺害の罪で逮捕され、死刑を宣告される。

## キャスト
※括弧内は日本語吹替（初回放送1969年7月13日『日曜洋画劇場』）
- エディス／マーガレット[2]：ベティ・デイヴィス（北林谷栄）
- ジム・ホブソン：カール・マルデン（宮川洋一）
- トニー：ピーター・ローフォード（中村正）
- ポール・ハリソン：ジョージ・マクレディ（大木民夫）
- ジャネット：モニカ・ヘンリード（栗葉子）
- 執事ヘンリー：シリル・デルバンティ（槐柳二）

日本語吹替その他：細井重之、杉田俊也

## スタッフ
- 監督：ポール・ヘンリード
- 製作：ウィリアム・Ｈ・ライト
- 原作：ライアン・ジェームズ
- 脚本：アルバート・ビーチ、オスカー・ミラード
- 撮影：アーネスト・ホーラー
- 音楽：アンドレ・プレヴィン